# Эль-Мезза
Эль-Мезза (Мезза, араб. المزة‎) — муниципальный район на юго-западе Дамаска, столицы Сирии, на левом берегу реки Барада, к западу от района Кафр-Суса.
Прилегает к военному аэродрому Матар-эль-Мазза. Во время Второй мировой войны аэродром использовался военно-воздушными силами вишистской Франции. После войны аэродром стал базой Сирийских арабских военно-воздушных сил.
В период французского мандата в Сирии и Ливане тюрьма в Эль-Меззе использовалась для содержания политических заключённых. После государственного переворота 30 марта 1949 года в тюрьму в Эль-Меззе заключены президент Шукри Аль-Куатли и премьер-министр Халед аль-Азем. Тюрьма активно использовалась после государственного переворота 1970 года при Хафезе Асаде. В сентябре 2000 года тюрьму закрыл президент Башар Асад. В ноябре Башар Асад выпустил на свободу 600 политических заключённых.
В Эль-Меззе с 1912 года находится военный госпиталь имени Юсефа аль-Азмы.
Севернее расположен президентский дворец.
Эль-Мезза включает как дорогие кварталы, так и трущобы, населённые алавитами.
В Эль-Меззе находятся несколько иностранных посольств. В ходе авиаудара по иранскому консульству 1 апреля 2024 года убит Мохаммад Реза Захеди.

## История
Изначально Эль-Мезза — деревня, основанная в VII—VIII веках, на перекрёстке дорог из Дамаска в Бейрут и Эль-Кунейтру.
В июне 1941 года деревня стала местом ожесточённой битвы за Дамаск в ходе Сирийско-Ливанской операции. 5-я Индийская пехотная бригада понесла тяжёлые потери в Эль-Меззе от сил верховного комиссара Виши в странах Леванта генерала Денца.